# Luis Paradela
 (avril 2021).
Luis Javier Paradela Díaz (né le 21 janvier 1997 à Calimete, ville de la province de Matanzas), est un footballeur cubain qui évolue au poste d'attaquant.

## Biographie

### Carrière en club
Joueur du FC Matanzas, club qui évoluait en 2e division jusqu'en 2019, Luis Paradela est prêté à différents clubs de D1 cubaine entre 2017 et 2018 (FC Guantánamo, FC Isla de la Juventud et FC Pinar del Río). 
En janvier 2019, il s'engage pour un an en compagnie de son compatriote Yosel Piedra au sein de l'Universidad SC, club de 2e division du Guatemala. Cependant, profitant de la relégation de ce dernier en 3e division, il se voit transféré en août de la même année au Reno 1868 FC, club évoluant en USL Championship, en qualité de prêt avec d'option d'achat ultérieur. Il devient par la même occasion le premier footballeur cubain à évoluer dans un club américain sans avoir déserté sa sélection nationale.
Après la Gold Cup 2019 il intègre le club de Santos de Guápiles et participe au Championnat du Costa Rica de football (UNAFUT) pour la saison 2021-2022.
Paradela est recruté par Saprissa à l'été 2022, en même temps que son partenaire de Santos Javon East. Il s'est rapidement imposé comme l'un des joueurs préférés des supporters, inscrivant 4 buts lors de ses 6 premiers matches au club.
Le 1er juillet 2024, il est recruté par Universitatea Craiova, club du D1 roumaine. Il y est actuellement à 3 buts et une passe décisive en 20 matchs.

### Carrière en sélection
Convoqué en équipe de Cuba pour jouer les éliminatoires de la Gold Cup 2019, il s'y distingue le 8 septembre 2018 en marquant un triplé lors de l'écrasante victoire 11-0 sur les îles Turques-et-Caïques. Il finit ces éliminatoires avec cinq buts tout en figurant dans l'équipe type de la Ligue des nations de la CONCACAF.

#### Buts en sélection
| Buts en sélection de Luis Paradela | Buts en sélection de Luis Paradela | Buts en sélection de Luis Paradela                               | Buts en sélection de Luis Paradela | Buts en sélection de Luis Paradela | Buts en sélection de Luis Paradela | Buts en sélection de Luis Paradela                       |
|                                    | Date                               | Lieu                                                             | Adversaire                         | Score                              | Résultat                           | Compétition                                              |
| ---------------------------------- | ---------------------------------- | ---------------------------------------------------------------- | ---------------------------------- | ---------------------------------- | ---------------------------------- | -------------------------------------------------------- |
| 1.                                 | 8 septembre 2018                   | Estadio Pedro Marrero, La Havane (Cuba)                          | Îles Turques-et-Caïques            | 1-0                                | 11-0                               | QGC 2019                                                 |
| 2.                                 | 8 septembre 2018                   | Estadio Pedro Marrero, La Havane (Cuba)                          | Îles Turques-et-Caïques            | 4-0                                | 11-0                               | QGC 2019                                                 |
| 3.                                 | 8 septembre 2018                   | Estadio Pedro Marrero, La Havane (Cuba)                          | Îles Turques-et-Caïques            | 6-0                                | 11-0                               | QGC 2019                                                 |
| 4.                                 | 12 octobre 2018                    | Kirani James Athletic Stadium, Saint-Georges (Grenade)           | Grenade                            | 0-1                                | 0-2                                | QGC 2019                                                 |
| 5.                                 | 24 mars 2019                       | Stade Sylvio-Cator, Port-au-Prince (Haïti)                       | Haïti                              | 1-1                                | 2-1                                | QGC 2019                                                 |
| 6.                                 | 2 juin 2021                        | Stade Doroteo Guamuch Flores, Guatemala City (Guatemala)         | Îles Vierges britanniques          | 1-0                                | 5-0                                | Éliminatoires Coupe du monde 2022                        |
| 7.                                 | 5 juin 2022                        | Estadio Antonio Maceo, Santiago de Cuba (Cuba)                   | Barbade                            | 3-0                                | 3-0                                | Ligue B de la Ligue des nations de la CONCACAF 2022-2023 |
| 8.                                 | 9 juin 2022                        | Warner Park, Basseterre (Saint-Christophe-et-Niévès)             | Antigua-et-Barbuda                 | 1-0                                | 2-0                                | Ligue B de la Ligue des nations de la CONCACAF 2022-2023 |
| 9.                                 | 15 novembre 2024                   | SKNFA Technical Center, Monkey Hill (Saint-Christophe-et-Niévès) | Saint-Christophe-et-Niévès         | 1-1                                | 2-1                                | Ligue des Nations de la CONCACAF-Play-In Copa Oro        |
| 10.                                | 18 novembre 2024                   | Estadio Antonio Maceo, Santiago de Cuba (Cuba)                   | Saint-Christophe-et-Niévès         | 3-0                                | 4-0                                | Ligue des Nations de la CONCACAF-Play-In Copa Oro        |